# 들레몽역
들레몽역(프랑스어: Gare de Delémont)은 스위스 쥐라주의 주도인 들레몽 시정촌을 운행한다. 1875년에 개장한 이 역은 스위스 연방 철도가 소유 및 운영하고 있다. 쥐라 철도(바젤 SBB–빌/비엔)의 일부를 형성하고, 프랑스와 국경을 연결하는 들레몽–델 철도의 교차점이기도 하다.
역 구내에 위치한 들레몽 라운드 하우스는 스위스 국가 중요문화재(클래스 A)로 지정되어 있다.

## 역사
1875년 9월 23일 쥐라 철도의 바젤-들레몽 구간의 나머지 구간과 함께 역이 개업했다. 불과 1년 후인 1876년 10월 15일, 들레몽-델 철도의 들레몽-글로블리에 구간이 개통되면서 역이 교차로가 되었다. 제2차 세계 대전 중 1944년 9월 8일에 기차역이 연합군에 의해 우발적으로 폭격을 당하면서 많은 철도 직원이 부상을 입었다.

## 위치
들레몽역은 도심의 남서쪽 가장자리에 위치하고 있다.

## 시설
역에서는 티켓 판매, 웨스턴 유니온, 카페, 키오스크 및 상점과 같은 다양한 서비스를 제공한다.

## 운행편
다음 서비스는 들레몽에서 정차한다.
- 인터시티 : 빌/비엔에서 바젤 SBB까지 바젤-빌/비엔선을 통해 매시간 운행.
- 레기오익스프레스 : 메루(프랑스)까지 들레몽–델선을 통해, 빌/비엔까지 바젤–빌/비엔선을 통해 매시간 운행.
  - 바젤 S-반 S3 : 포랑트뤼까지 들레몽–델선을 통해, 올텐까지 바젤–빌/비엔선을 통해 매시간 운행

## 같이 보기
- 스위스의 철도